# 通称寺の会
通称寺の会（つうしょうでらのかい）は、京都の寺院のいくつかで構成される団体名。

## 概要
寺院の中には正式名ではなく通称名で親しまれていて、通称名のほうが知名度が高い寺院もある。代表的な例として金閣寺、銀閣寺は通称名であり、正式名はそれぞれ鹿苑寺、慈照寺である。
通称寺の会は京都にある寺院で、通称名のほうで親しまれている寺院が加盟する団体である。
1984年（昭和59年）上記のような「通称で呼び親しまれた京都の寺院」が宗派を超えて集まり、結成された。2021年時点では「椿寺」の通称で親しまれる地蔵院 (京都市北区)が事務局を務めている。

## 霊場一覧
| 通称                 | 山号     | 寺名         | 宗派             | 本尊                           | 所在地                                      | エリア        |
| -------------------- | -------- | ------------ | ---------------- | ------------------------------ | ------------------------------------------- | ------------- |
| 千本ゑんま堂         | 光明山   | 引接寺       | 高野山真言宗     | 閻魔法王                       | 京都市上京区千本通寺之内上ル閻魔前町34      | 洛中（その1） |
| 釘抜地蔵             | 家隆山   | 石像寺       | 浄土宗           | 地蔵菩薩                       | 京都市上京区千本通上立売上ル花車町503       | 洛中（その1） |
| 鳴虎                 | 尭天山   | 報恩寺       | 浄土宗           | 阿弥陀如来                     | 京都市上京区小川通寺之内下ル射場町579       | 洛中（その1） |
| 湯たくさん茶くれん寺 | 湯沢山   | 浄土院       | 浄土宗           | 阿弥陀如来                     | 京都市上京区今出川通千本西入ル南上善寺町179 | 洛中（その1） |
| 清荒神               | なし     | 護浄院       | 天台宗           | 清三宝大荒神                   | 京都市上京区荒神口通寺町東入ル荒神町122     | 洛中（その1） |
| 椿寺                 | 昆陽山   | 地蔵院       | 浄土宗           | 五却思惟阿弥陀如来             | 京都市北区大将軍川端町2                     | 洛中（その1） |
| 出水の毘沙門さま     | 蓮金山   | 華光寺       | 日蓮宗           | 十界曼荼羅                     | 京都市上京区出水通六軒町西入七番町331       | 洛中（その1） |
| ひょうたん寺         | 竹林山   | 福勝寺       | 真言宗善通寺派   | 薬師如来（峰薬師）             | 京都市上京区出水通千本西入ル七番町323-1     | 洛中（その1） |
| だるま寺             | 大宝山   | 法輪寺       | 臨済宗妙心寺派   | 釈迦如来                       | 京都市上京区下ノ下立売通紙屋川東入          | 洛中（その1） |
| つまとり地蔵         | 大応山   | 祐正寺       | 浄土宗           | 阿弥陀如来                     | 京都市上京区下立売七本松東入                | 洛中（その1） |
| こぬか薬師           | 医徳山   | 薬師院       | 黄檗宗           | 薬師如来                       | 京都市中京区釜座通二条上ル                  | 洛中（その2） |
| 菩提薬師             | 瑠璃光山 | 大福寺       | 天台宗           | 薬師如来（菩提薬師）           | 京都市中京区麩屋町二条上ル布袋屋町498       | 洛中（その2） |
| 六角堂               | 紫雲山   | 頂法寺       | 天台宗系単立     | 如意輪観音                     | 京都市中京区六角通東洞院西入堂之前町248     | 洛中（その2） |
| 寅薬師               | 北亀山   | 西光寺       | 浄土宗西山深草派 | 阿弥陀如来                     | 京都市中京区新京極通蛸薬師上ル中筋町495-1   | 洛中（その2） |
| 蛸薬師堂             | 浄瑠璃山 | 永福寺       | 浄土宗西山深草派 | 薬師如来（蛸薬師）             | 京都市中京区新京極通蛸薬師下ル東側町503     | 洛中（その2） |
| 世継地蔵             | 塩竈山   | 上徳寺       | 浄土宗           | 阿弥陀如来                     | 京都市下京区富小路通五条下ル本塩竈町556     | 洛中（その2） |
| 粟嶋堂               | 福智山   | 宗徳寺       | 西山浄土宗       | 阿弥陀如来                     | 京都市下京区岩上通塩小路上ル三軒替地町124   | 洛中（その2） |
| 大文字寺             | 清泰山   | 浄土院       | 浄土宗           | 阿弥陀如来                     | 京都市左京区銀閣寺町30                      | 洛東          |
| 真如堂               | 鈴聲山   | 真正極楽寺   | 天台宗           | 阿弥陀如来                     | 京都市左京区浄土寺真如町82                  | 洛東          |
| 紫雲石               | 紫雲山   | 西雲院       | 浄土宗           | 阿弥陀如来                     | 京都市左京区黒谷町121                       | 洛東          |
| 八はしでら           | 紫雲山   | 常光院       | 浄土宗           | 阿弥陀如来                     | 京都市左京区黒谷町33                        | 洛東          |
| めやみ地蔵           | 寿福山   | 仲源寺       | 浄土宗           | 地蔵菩薩                       | 京都市東山区四条通大和大路東入ル            | 洛東          |
| 八坂庚申堂           | 大黒山   | 金剛寺       | 天台宗           | 青面金剛                       | 京都市東山区金園町390                       | 洛東          |
| 日限地蔵             | 東山     | 安祥院       | 浄土宗           | 阿弥陀如来                     | 京都市東山区五条通東大路東入遊行前町560     | 洛東          |
| 血天井、宗達寺       | 南叡山   | 養源院       | 浄土真宗遣迎院派 | 阿弥陀如来                     | 京都市東山区三十三間堂廻り町656             | 洛東          |
| 那須の与一さん       | 光明山   | 即成院       | 真言宗泉涌寺派   | 阿弥陀如来                     | 京都市東山区泉涌寺山内町28                  | 洛東          |
| 今熊野               | 新那智山 | 今熊野観音寺 | 真言宗泉涌寺派   | 十一面観音                     | 京都市東山区泉涌寺山内町32                  | 洛東          |
| 山科聖天             | 護法山   | 双林院       | 天台宗           | 大聖歓喜天                     | 京都市山科区安朱稲荷山町18-1                | 洛東          |
| 牛尾観音             | 牛尾山   | 法厳寺       | 本山修験宗       | 十一面千手観音                 | 京都市山科区音羽南谷1                       | 洛東          |
| 小町寺               | 如意山   | 補陀洛寺     | 天台宗           | 阿弥陀如来                     | 京都市左京区静市市原町1140                  | 洛北          |
| 松ヶ崎大黒天         | 松崎山   | 妙円寺       | 日蓮宗           | 久遠実成本師釈迦牟尼仏、大黒天 | 京都市左京区松ヶ崎東町31                    | 洛北          |
| 嵯峨釈迦堂           | 五台山   | 清凉寺       | 浄土宗           | 釈迦如来（生身の釈迦）         | 京都市右京区嵯峨釈迦堂藤ノ木町46            | 洛西          |
| 沙羅双樹の寺         |          | 東林院       | 臨済宗妙心寺派   | 観音菩薩                       | 京都市右京区花園妙心寺町59                  | 洛西          |
| 桂地蔵               | 久遠山   | 地蔵寺       | 浄土宗           | 地蔵菩薩（桂地蔵）             | 京都市西京区桂春日町8                       | 洛西          |
| 花の寺               | 小塩山   | 勝持寺       | 天台宗           | 薬師如来                       | 京都市西京区大原野南春日町1194              | 洛西          |
| 腹帯地蔵             | 誓弘山   | 善願寺       | 天台宗           | 地蔵菩薩                       | 京都市伏見区醍醐南里町33                    | 洛南          |
| かましきさん         | 安養山   | 勝念寺       | 浄土宗           | 阿弥陀如来                     | 京都市伏見区石屋町521                       | 洛南          |
| 日野薬師             | 東光山   | 法界寺       | 真言宗醍醐派     | 薬師如来                       | 京都市伏見区日野西大道町19                  | 洛南          |
| 橋寺                 | 雨宝山   | 放生院       | 真言律宗         | 地蔵菩薩                       | 宇治市宇治東内11                            | 洛南          |